# Пляжная вечеринка
«Пляжная вечеринка» (англ. Beach Party) — американская музыкальная романтическая комедия 1963 года студии American International Pictures (AIP). Фильм создал целый поджанр молодёжных пляжных фильмов, популярных в 1960-х годах.

## Сюжет
Фрэнки и Долорес отправляются на отдых на пляж. Долорес несколько опасается навязчивых ухаживаний Фрэнки, поэтому на всякий случай приглашает и всю огромную компанию их друзей. За веселящейся на пляже молодёжью из соседнего дома наблюдает профессор-антрополог Роберт Орвилл Сатвелл. Он пишет работу о сексуальной жизни современной молодёжи и находит, что поведение молодых людей и их танцы напоминают поведение и танцы аборигенов.
Вечером молодёжь отправляется в пляжное кафе, которое также облюбовали и местные байкеры. Лидер байкеров Эрик Фон Зиппер начинает приставать к Долорес, но её спасает профессор Сатвелл, оказавшийся рядом. Профессор просит девушку помочь ему в его исследованиях и Долорес соглашается. Фрэнки же начинает раздражать, что Долорес проводит много времени с этим стариком, и начинает флиртовать с официанткой из кафе.
Долорес в какой-то момент начинает казаться, что она влюблена в профессора, однако её влюблённость быстро проходит, когда она застаёт профессора с его ассистенткой Мэрианн. Остальные сёрферы также очень недовольны профессором, ведь он изучал их без их ведома. Ситуация постепенно проясняется и сёрферы даже заступаются за Сатвелла, когда за ним приходят байкеры, чтобы проучить его.

## В ролях
- Роберт Каммингс — профессор Роберт Орвилл Сатвелл
- Дороти Мэлоун — Мэрианн
- Фрэнки Авалон — Фрэнки
- Аннетт Фуничелло — Долорес
- Харви Лембек — Эрик Фон Зиппер
- Джон Эшли — Кен
- Джоди МакКри — Дэдхед
- Дик Дейл и The Del Tones — играют себя
- Мори Амстердам — Кэппи
- Ева Сикс — Ава
- Энди Романо — Джей Ди
- Делорес Уэллс — Сью
- Майкл Нейдер — парень на пляже
- Винсент Прайс — Большой Папочка
- Мередит МакРэй — девушка на пляже (впервые на экране)
- Иветт Викерс — блондинка, занимающаяся йогой (в титрах не указана)

## Производство
В своей книге с воспоминаниями Сэмюэл Аркофф рассказывает, что идея фильма пришла летом 1962 года, когда он вместе с Джимом Николсоном отсматривал в Италии местные фильмы с целью приобрести что-нибудь для проката в США. Один из фильмов был о взрослом мужчине, который влюблялся в молодую девушку. Фильм им не понравился, но им показался интересным антураж, так как местом действия был пляжный курорт. Лу Русоффу было дано задание написать сценарий подобного фильма про пляж. Готовый сценарий был показан Уильяму Эшеру, который согласился снимать такой фильм, но при условии, что фильм станет больше похож на музыкальную комедию, где подростки не будут попадать в неприятности, а будут просто хорошо проводить время. Аркофф и Николсон согласились, и Эшер переписал сценарий вместе с Робертом Диллоном. Лу Русофф, продюсер фильма и его первоначальный сценарист, умер незадолго до премьеры, и хотя от его версии сценария в фильме практически ничего не осталось, остальные сценаристы в знак уважения к нему сняли свои фамилии с титров.
На главную женскую роль была выбрана Аннетт Фуничелло, которая тогда работала со студией Disney, где были очень обеспокоены её имиджем. Настороженность студии была вызвана ещё и тем, что фильм собиралась снимать компания AIP, которая известна своими низкобюджетными фильмами категории B. Однако после того, как в Disney прочли сценарий, Фуничелло было позволено принять участие в этом фильме. Хотя её и предостерегли от излишнего обнажения. На роль её партнёра планировали певца Фабиана, но у того был контракт со студией 20th Century Fox, и в результате роль отошла Фрэнки Авалону, который уже работал с AIP на фильме «Паника в нулевом году».

## Рецензии
На момент своего выхода фильм стал самым кассовым фильмом студии AIP. Отзывы же от профессиональных кинокритиков были в основном прохладными. На сайте Rotten Tomatoes рейтинг «свежести» фильма составляет 43 % на основе 7 отзывов.

## Фильмы серии

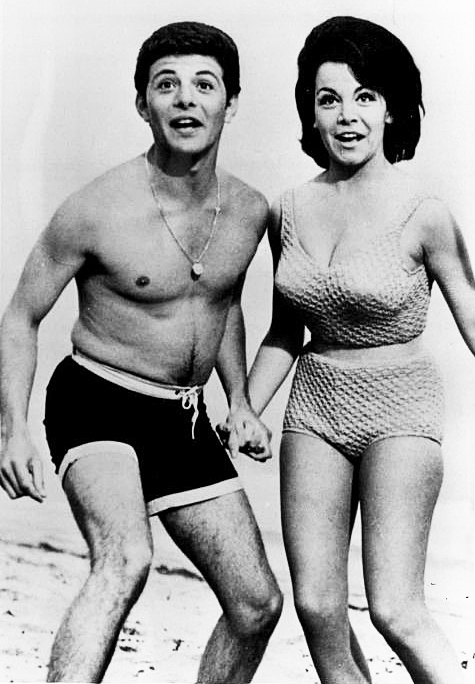
Фрэнки Авалон и Аннетт Фуничелло на рекламной фотографии к одному из фильмов серии «Пляжная вечеринка»

После «Пляжной вечеринки» компания AIP выпустила целую серию подобных фильмов. Эти фильмы были связаны между собой повторяющимися актёрами, хотя иногда имена персонажей менялись, и не всегда тематика фильма была пляжной, но основные элементы и тон сохранялись.
- 1963 — Пляжная вечеринка / Beach Party
- 1964 — Мускулы на пляже[англ.] / Muscle Beach Party
- 1964 — Пляж бикини[англ.] / Bikini Beach
- 1964 — Пижамная вечеринка[англ.] / Pajama Party
- 1965 — Пляжные игры / Beach Blanket Bingo
- 1965 — Веселье на лыжах[англ.] / Ski Party
- 1965 — Как справиться с диким бикини[англ.] / How to Stuff a Wild Bikini
- 1965 — Сержант Дэдхед[англ.] / Sergeant Deadhead
- 1965 — Доктор Голдфут и бикини-машины / Dr. Goldfoot and the Bikini Machine
- 1966 — Призрак в невидимом бикини / The Ghost in the Invisible Bikini
- 1966 — Поворотный пункт[англ.] / Fireball 500
- 1967 — Грозовая аллея[англ.] / Thunder Alley

Вышедший в 1966 году фильм «Призрак в невидимом бикини» уже не имел успеха. Студия сразу же оставила тему пляжа и переключилась на фильмы про автомобильные гонки, где ещё можно было увидеть Авалона, Фуничелло и Фабиана. Далее студия перешла к съёмкам фильмов про байкеров.
В 1987 году Авалон и Фуничелло снялись в фильме «Обратно на пляж», который был одновременно и продолжением и пародией на пляжные фильмы 1960-х.

## Влияние
Студия Columbia Pictures ещё в 1959 году выпустила успешный фильм на пляжную тему «Гиджет» (1959), который сделал популярным сёрфинг, а в 1961 году студия выпустила его продолжение «Гиджет едет на Гавайи». У AIP же была своя формула успеха. Они убрали из своих фильмов родителей и морализаторство, добавили больше молодых талантов, песен и музыки, а также уменьшили количество одежды. Поскольку пляжные фильмы AIP имели успех, подобные фильмы стали снимать и другие студии, в том числе и крупные. Таким образом, сформировался целый новый поджанр молодёжного кино.
Большие студии могли себе позволить крупнее бюджет, более известных актёров и музыкантов. Например, 20th Century Fox выпустили «Сёрф-вечеринку» (1964) с певцом Бобби Винтоном, «Диких на пляже» (1965) с Сонни и Шер. У Paramount в «Надувном мяче» (1965) можно было увидеть Эдда Бернса и The Supremes, а в «Девочках на пляже» (1965) Лесли Гор и The Beach Boys. В фильме «Оседлай дикий прибой» (1964) студии Columbia Pictures снялись Фабиан, Шелли Фабаре, Барбара Иден и Таб Хантер. Как пляжный фильм рекламировался «Пикник у моря» (1967) с Элвисом Пресли студии United Artists. Universal сделали пляжный фильм на шпионскую тему под названием «Вне поля зрения» (1966).